# Vladimir Dyck
Vladimir Dyck (* 7. Märzjul. / 19. März 1882greg. in Odessa; † Sommer 1943 in Auschwitz) war ein ukrainischer Musikpädagoge und Komponist.
Aus einer jüdischen Familie stammend, kam Dyck 1899 nach Paris, wo er am Conservatoire de Paris bei Antoine Taudou Harmonielehre, bei Paul Vidal Klavierbegleitung und bei Charles-Marie Widor Komposition studierte. 1911 gewann er mit der Kantate Yanitza nach Georges Spitzmuller den Zweiten Second Grand Prix de Rome.

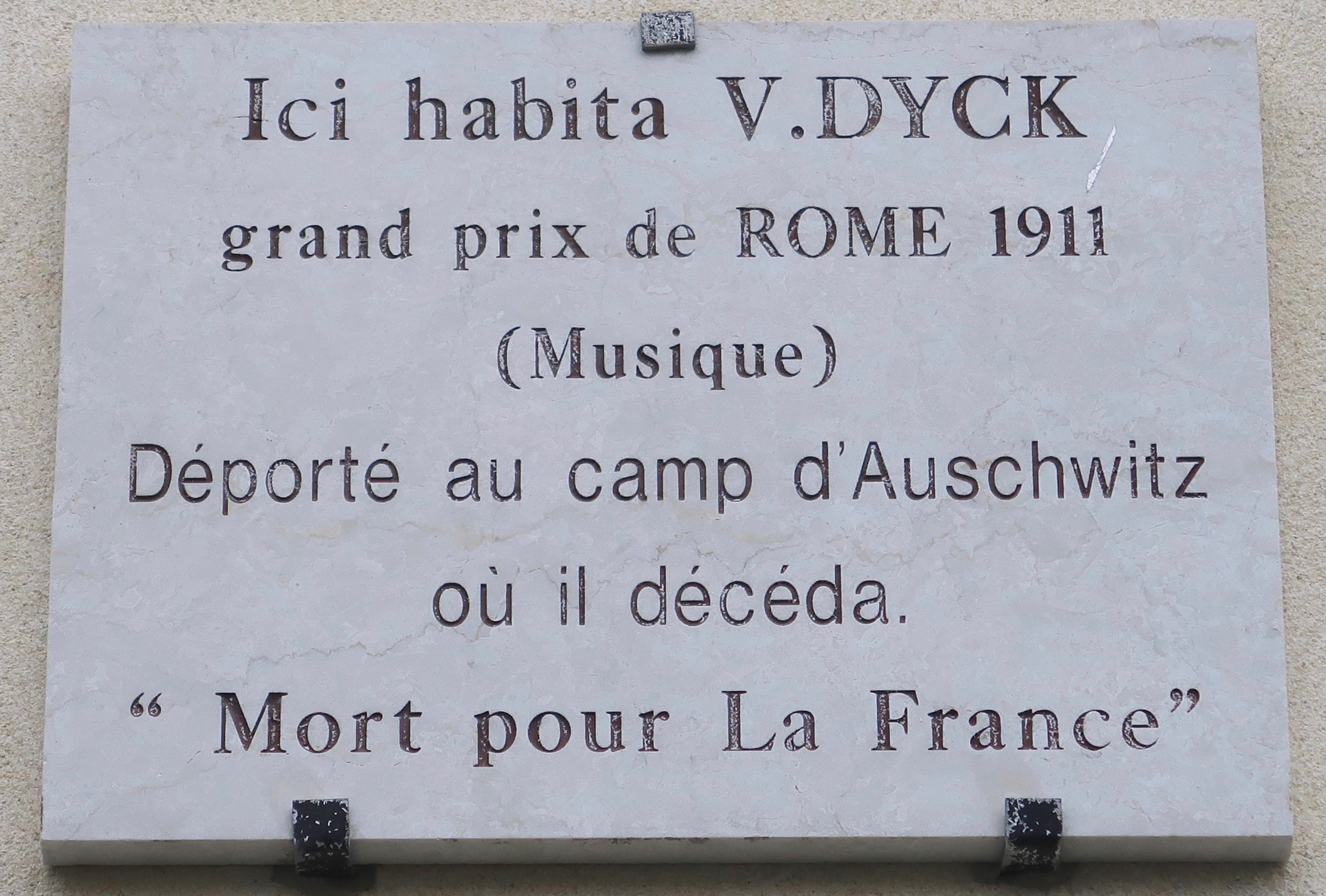
Gedenktafel für Vladimir Dyck in Paris, 79 avenue de Breteuil

Zu den zahlreichen Klavierschülern Dycks zählten u. a. Henriette Poincaré, die Frau des französischen Präsidenten Raymond Poincaré, Henriette Caillaux, die Frau des ehemaligen französischen Ministerpräsidenten und Finanzministers Joseph Caillaux und seine künftige Ehefrau Suzanne Bloch.
Dyck komponierte u. a. eine Oper, Klavierwerke und Lieder, darunter eine Bearbeitung der späteren israelischen Nationalhymne Hatikva, sowie mehrere Filmmusiken unter dem Pseudonym Dri Mival. 1943 wurde Dyck mit seiner Frau und seiner Tochter in Paris durch die Gestapo verhaftet. Am 30. Juli kam er mit einem Konvoi im KZ Auschwitz an, wo er wenige Tage später ermordet wurde.
Dycks Nichte Berthe Kal wurde als Mezzosopranistin bekannt, sein Großneffe Jacques Carpo war bis 1990 Direktor der Opéra de Marseille.

## Werke
- Symphonie en Ut mineur, pour piano a quatre mains, 1906[1]
- Symphonie pour 10 instruments a vent, 1910[2]
- Yanitza, Kantate, 1911
- Le Sous-préfet aux champs, Comèdie lyrique, 1919
- Historiettes für Klavier
- Alsace lève-toi
- Fêtes juives, UA 1935 bei den Concerts Lamoureux
- Filmmusiken zu:
  - A travers champs
  - Footit
  - Parisette
  - Tartarin
  - Le Prince Charmant, 1925
  - Théodora
  - Paysages aimés, 1927
  - Douglas
  - Africa, 1928
  - Vénus Astarté, 1929
  - Nord 70° 22°, 1931[3]
  - L’Appel, 1935[4]